# T-shirts, terylenebukser & gummisko
T-shirts, Terylenebukser & Gummisko er navnet på C.V. Jørgensens andet studiealbum, som udkom på LP i 1975 på pladeselskabet Hookfarm. Det blev produceret af Nils Henriksen, hans første job som producer, og udover C. V. Jørgensen selv (sang, guitar), medvirkede Per Wium (guitar, keyboards), Erik Falck (bas) og Gert Smedegaard (trommer). Indspilningen foregik ligesom forgængeren En Stynet Strejfer i det dengang primitive Werner Studio med blot fire spor.
Pladen er karakteriseret ved en enkel, lettere funkpræget rockmusik tilsat novelleagtige tekster. Hvor C. V. Jørgensen på debutalbummet ifølge forfatteren Niels Martinov "rabler den ene uforståelige tekst efter den anden af sig", kan teksterne på T-shirts, Terylenebukser & Gummisko ifølge samme forfatter karakteriseres som "et stort skridt frem. De metaforisk overlæssede sætninger er erstattet af et enkelt og samtidig fængende billedsprog".
Ligesom En Stynet Strejfer, solgte albummet ikke ret godt, men det høstede en del anmelderroser, især pga. teksterne. Bl.a. skrev Berlingske Tidende, at "Jørgensens tekster er små kunstværker", ligesom Århus Stiftstidende karakteriserede pladen som "vanvittig og alvorlig på samme tid som Marx Brothers var det".

## Numre

### Side 1
1. "Louies band" (3:56)
2. "På en fortovsrestaurant" (5:37)
3. "Louie" (3:48)
4. "I skyggen som jeg plejer" (5:34)

### Side 2
1. "Flik-flakker" (4:31)
2. "Solskinspigen" (2:38)
3. "Omkring Ækvator" (7:05)
4. "Pak dit grej" (4:34)